# Sunshine Cleaning (bande originale)
La bande originale de Sunshine Cleaning est paru le 24 mars 2009 chez Lakeshore Records. Toutes les musiques composés par Michael Penn sont instrumentales, sauf sept titres de la bande originale qui sont des chansons déjà enregistrés par d'autres musiciens et chanteurs, comme Spirit in the Sky, de Norman Greenbaum.

## Liste des chansons
| No  | Titre                                | Auteur, compositeur                                   | Durée |
| --- | ------------------------------------ | ----------------------------------------------------- | ----- |
| 1.  | Cure for This (Golden Smog)          | Marc Perlman                                          | 3:38  |
| 2.  | The Chalk Thing                      | Michael Penn                                          | 1:33  |
| 3.  | Shrimp Truck                         | Michael Penn                                          | 1:32  |
| 4.  | Bloody Bathroom                      | Michael Penn                                          | 1:31  |
| 5.  | Joe and Oscar                        | Michael Penn                                          | 0:40  |
| 6.  | Trestling                            | Michael Penn                                          | 2:45  |
| 7.  | Perfect Days (Ken Andrews)           | Ken Andrews                                           | 4:43  |
| 8.  | To the East (Electrelane)            | Verity Susman, Emma Gaze, Mia Clarke, Rosamund Murray | 4:53  |
| 9.  | Rose and Mac                         | Michael Penn                                          | 2:21  |
| 10. | Barcelona (Bodega)                   | Andrew Rodriguez                                      | 3:03  |
| 11. | Some Ice Cream                       | Michael Penn                                          | 1:36  |
| 12. | Nora Follows Lynn Shower             | Michael Penn                                          | 2:10  |
| 13. | Mrs. Davis                           | Michael Penn                                          | 2:17  |
| 14. | Fanny Pack                           | Michael Penn                                          | 0:43  |
| 15. | Intro (Stay Here) (Emile Millar)     |                                                       | 3:01  |
| 16. | Fire                                 | Michael Penn                                          | 1:36  |
| 17. | Winston's Store                      | Michael Penn                                          | 0:24  |
| 18. | Open for Business (David Maizlin)    |                                                       | 1:09  |
| 19. | Trailer Park                         | Michael Penn                                          | 1:47  |
| 20. | Arriving at Fire                     | Michael Penn                                          | 1:45  |
| 21. | CB Radio and Resolve                 | Michael Penn                                          | 3:47  |
| 22. | Spirit in the Sky (Norman Greenbaum) | Norman Greenbaum                                      | 4:01  |
| 23. | Introduction                         | Michael Penn                                          | 0:51  |